# Фернандес, Лоури
Лоуренс (Лоури) Фернандес (англ. Lawrence (Lawrie) Fernandes; 1929 — 22 января 1995) — индийский хоккеист на траве, нападающий. Олимпийский чемпион 1948 года.

## Биография
Лоури Фернандес родился в 1929 году. Происходил от португальских поселенцев Гоа.
Играл в хоккей на траве за Бомбей.
В 1948 году вошёл в состав сборной Индии по хоккею на траве на летних Олимпийских играх в Лондоне и завоевал золотую медаль. Играл на позиции нападающего, провёл 4 матча, мячей не забивал.
Умер 22 января 1995 года.

## Семья
Дочь — Лоррейн Фернандес (род. 1954), индийская хоккеистка на траве. В 1980 году участвовала в летних Олимпийских играх в Москве.